# MadTracker
MadTracker is een computertracker voor Windows, geschreven door Yannick Delwiche, waar muziek mee gemaakt kan worden. De eerste versie van het programma kwam uit in 1998 en is sindsdien uitgegroeid tot een advanced FX next-generation tracker met een 64-track mixer en effectenbank en biedt onder meer ondersteuning voor MIDI, ASIO, ReWire en VST. De interface van MadTracker is gebaseerd op het oudere FastTracker.